# Hibiscus capitalensis
Hibiscus capitalensis är en malvaväxtart som beskrevs av Antonio Krapovickas och Fryxell. Hibiscus capitalensis ingår i Hibiskussläktet som ingår i familjen malvaväxter. Inga underarter finns listade i Catalogue of Life.